# 모히칸 족의 최후 (영화)
《모히칸 족의 최후》(The Last Of The Mohicans)는 미국에서 제작된 조지 B. 세이츠 감독의 1936년 액션, 모험 영화다. 제임스 페니모어 쿠퍼가 쓴 동명의 소설을 원작으로 랜돌프 스코트 등이 주연으로 출연하였고 해리 M. 고츠 등이 제작에 참여하였다.

## 출연

### 주연
- 랜돌프 스코트
- 비니 반즈
- 헨리 윌콕슨

### 조연
- 브루스 가보
- 헤더 안젤
- 필립 리드
- 로버트 바랫
- 윌라드 로버트슨
- 럼스덴 헤어
- 프랭크 맥길린  시니어
- 윌 스탠턴

## 기타
- 원작자: 제임스 페니모어 쿠퍼
- 조연출: 클렘 뷰챔프
- 의상: 프랑 스미스